# Thomas Kaminski
Thomas Kaminski (Dendermonde, 23 de octubre de 1992) es un futbolista belga. Juega como portero y desde julio de 2025 milita en el Charlton Athletic F. C. de la EFL Championship de Inglaterra.

## Selección nacional
Fue internacional con las categorías inferiores de Bélgica en 33 ocasiones. Con la absoluta hizo su debut el 23 de marzo de 2024 en un amistoso ante Irlanda en el que no hubo goles.

### Participaciones en Eurocopas
| Copa          | Sede     | Resultado        | Partidos | Goles |
| ------------- | -------- | ---------------- | -------- | ----- |
| Eurocopa 2020 | Europa   | Cuartos de final | 0        | 0     |
| Eurocopa 2024 | Alemania | Octavos de final | 0        | 0     |

## Clubes
| Club                          | País       | Año       |
| ----------------------------- | ---------- | --------- |
| Germinal Beerschot            | Bélgica    | 2008-2011 |
| Oud-Heverlee Leuven           | Bélgica    | 2011-2012 |
| R. S. C. Anderlecht           | Bélgica    | 2012-2016 |
| Anorthosis Famagusta (cedido) | Chipre     | 2014-2015 |
| F. C. Copenhague (cedido)     | Dinamarca  | 2015-2016 |
| K. V. Kortrijk                | Bélgica    | 2016-2019 |
| K. A. A. Gante                | Bélgica    | 2019-2020 |
| Blackburn Rovers F. C.        | Inglaterra | 2020-2023 |
| Luton Town F. C.              | Inglaterra | 2023-2025 |
| Charlton Athletic F. C.       | Inglaterra | 2025-     |

## Palmarés

### Títulos nacionales
| Título                 | Club                | País      | Año  |
| ---------------------- | ------------------- | --------- | ---- |
| Supercopa de Bélgica   | R. S. C. Anderlecht | Bélgica   | 2012 |
| Pro League             | R. S. C. Anderlecht | Bélgica   | 2013 |
| Supercopa de Bélgica   | R. S. C. Anderlecht | Bélgica   | 2013 |
| Pro League             | R. S. C. Anderlecht | Bélgica   | 2014 |
| Supercopa de Bélgica   | R. S. C. Anderlecht | Bélgica   | 2014 |
| Copa de Dinamarca      | F. C. Copenhague    | Dinamarca | 2016 |
| Superliga de Dinamarca | F. C. Copenhague    | Dinamarca | 2016 |